# 土城 (飛騨市)
土城（どじょう）は、岐阜県飛騨市神岡町牧にあった日本の城。別名を鬼ヶ城と称する。江馬氏城館跡を構成する遺跡の一つとして昭和55年（1980年）3月21日に国の史跡に指定された。
高原川と跡津川が合流する南側にある牛首城山の尾根に設けられた山城で、越中東街道と有峰道の追分を眼下に収めることができる位置にある。北側から江馬氏の本拠地である高原郷への備えとしての役割のほか、江馬氏が築城した越中中地山城への連絡、有峰への監視も担っていたと考えられている。山頂部には2段の平場があったことが確認されている。建物跡は確認されていない。城主の名として一ノ瀬清四郎の名が伝わっている。また江馬後鑑録には江馬氏の重臣、川上氏が守っていたとしている。
土城のあった牛首城山は国道41号線が設置される際に開削されてコンクリートが吹き付けられている。国道から梯子で城跡に上ることができるが、周囲は断崖絶壁となっている。